# Mesopediasia psyche
Mesopediasia psyche là một loài bướm đêm trong họ Crambidae.